# 哥特佛萊德·郝文
哥特佛萊德·郝文（Gottfried Helnwein，1948年10月8日—），奧地利及愛爾蘭混血兒，藝術領域涵蓋繪畫、攝影和舞台表演。
郝文就讀維也納視覺藝術大學時，獲得該校最高級班優等獎，以及Kardinal-Konig prize和Theodor-Korner prize等榮譽獎項。
他早期作品以超現實水彩畫為主，描繪受傷的兒童，並經常和兒童在公共舞台演出。他是個概念性藝術家，作品主題著重在呈現精神和社會焦慮，以及歷史和政治話題。他的作品被視為充滿挑撥性和爭議性。他所涉及的藝術層面很廣，從繪畫、素描、攝影、壁畫、雕塑到戲劇表演都有，並廣泛運用各種技巧和媒體工具。
除了藝術之外，他在戲劇舞台、服裝設計、芭蕾舞和歌劇製作也受到德國漢堡州立歌劇院、柏林歌劇院和洛杉磯歌劇院的高度讚賞和肯定。

## 個人年表
- 加特佛列德·郝文，顯現節(東方三博士的崇拜)，混合油畫，1996，放大作品
- 1982年，德國漢堡應用科學大學授與郝文藝術教授職位，但他婉拒。
- 1985年，維也納視覺大學最高席次教授魯道夫豪薩納(Rudolf Hausner)建議由郝文繼承他的職位，但郝文離開維也納，搬到德國居住。

德國和奧地立國家電視聯合拍攝「郝文」生平故事，榮獲德國(Adolf-Grimme prize)最佳電視紀錄片獎，和(Eduard-Rhein prize)以及奧地利(Goldenen Kader)獎。
除了現實藝術之外，郝文開始發展抽象派和表達性的藝術風格。
- 1988年，紀念二次大戰猶太人大屠殺50週年，郝文在德國科倫(Cologne)市中心盧維格博物館(Ludwig Museum)和科倫天主教堂(Cologne Cathedral)之間豎起100公尺長的藝術作品。自此，大幅公共作品成為他重要創作之一。
- 1990年，郝文開始專注於數位攝影(digital photography)和電腦合成影像創作，並結合古典油畫技巧。
- 1994年，他在德國(Volksbuhne Berlin和漢司奎斯尼克舞蹈劇院合作沙士比亞的作品「麥貝斯」(Macbeth)，負責舞台設計和服裝，該劇獲得柏林戲劇獎。
- 1997年，郝文搬到愛爾蘭。同年，俄羅斯聖彼得堡(Saint Petersburg|St. Petersburg)州立俄羅斯博物館(State Russian Museum) 籌劃「郝文作品回顧展」，並出版藝術家專題著作。
- 2000年，郝文作品在舊金山現代美術館(San Francisco Museum of Modern Art)，洛杉磯縣立美術館和美國其他博物館展出。
- 2001年，他和德國最有名之一的劇團(Hamburgische Staatsoper)合作俄羅斯現代古典作曲家伊加爾史塔夫文斯基(Igor Stravinsky)作品「放蕩子的改進」(The Rake's Progress)，負責舞台和服裝設計。
- 2002年，郝文在加州洛杉磯成立工作室。郝文紀錄片「十一月九日之夜」Neunter November Nacht 在洛杉磯托倫斯博物館(Museum of Tolerance)的賽門威山梭中心(Simon Wiesenthal Center)首演。
- 郝文和美國受爭議的音樂家瑪麗蓮·曼森共同合作多媒體「怪誕的黃金時代」(The Golden Age of Grotesque)。曼森後來和世界著名舞孃Dita von Teese結婚，並在郝文愛爾蘭的城堡舉辦婚禮)。這段時間郝文郝文也和演員西恩潘(Sean Penn)聯合拍攝錄影帶和電影。
- 2004年，單人秀「孩子」在榮譽軍團加州皇宮美術館(California Palace of the Legion of Honor)和舊金山美術館上演。
- 和瑞士奧地利知名男演員麥克斯米利安(Maximilian Schell)以及洛杉磯歌劇院合作，演出德國作曲家理察史特洛斯(Richard Strauss)的喜劇歌劇(Der Rosenkavalier)。

郝文正式成為愛爾蘭公民。
加特佛列德郝文目前在愛爾蘭和洛杉磯兩地居住，繼續從事藝術創作。

## 出版作品
- 「孩子」，加特佛列德郝文

2004年，「單人展覽」

舊金山美術館

羅伯特非林強森(Robert Flynn Johnson)，哈利派克(Harry S. Parker)

(ISBN 0-88401-112-7)

- 郝文，專題著作

加特佛列德·郝文作品回顧展，1997年

聖彼得堡州立俄羅斯博物館

亞歷山大布洛斯基，當代藝術解說員

科洛斯杭納夫(Klaus Honnef)，彼得賽兹(Peter Selz)，威廉·柏洛茲(William Burroughs)

海納梅樂(Heiner Muller)，H.C.亞特曼(H.C. Artmann)。

(ISBN 3-930775-31-X)

科納曼Koenemann，1999年(ISBN 3829014481)
- 郝文，十一月九日之夜，2003年

紀錄片

洛杉磯托倫斯博物館賽門威山梭中心(Simon Wiesenthal Center)
強納森

濟慈，賽門威山梭

## 評價
- 「藝術家的功能就是在喚起內心驚奇的認知，透過作品讓每個人瞬間發現他一直以為自己不知道但卻早已認知的東西和體驗。郝文就是當代擅長喚起內心認知驚奇的藝術大師。」

－威廉斯·布洛斯，美國小說家兼社會評論家
- 「加特佛列德郝文是現代少數另人振奮的藝術家，」

－諾曼·梅樂，美國作家
- 「整個世界就像一棟鬼屋，加特佛列德郝文就像是導遊，帶領我們參觀每個房間角落。他勇於在作品中呈現世界悲傷諷刺，醜陋和美麗的一面。但郝文的作品並非只是帆布上的油畫，更多的是他追求人生的方式，且不需要透過他人就可以看得一清二楚。只要看一眼他的作品，就知道他是真正生活過的人。你不可能躲在象牙塔裡面創造出這樣震撼人心的作品。他的藝術境界是一步步累積努力得來的，」

－西恩·潘，奧斯卡最佳男主角

## 其他參考網站連結
- Official website正式網站
- www.helnwein.net （页面存档备份，存于）
- www.helnwein-museum.com （页面存档备份，存于）
- 郝文舞台作品 （页面存档备份，存于）
- 郝文和喜劇文化 （页面存档备份，存于）
- Honnef, University Heidelberg （页面存档备份，存于）
- 郝文「猶太大屠殺」相關藝術作品
- www.helnwein.org （页面存档备份，存于）